# Пажња
Пажња или фокус је вољна ментална усмереност и усредсређеност на одабран број релевантних елемената који имају средишње место у свести, уз занемаривање мноштва осталих, ирелевантних. Током процеса пажње, повећана је напетост мишића, повећана циркулација крви у мозгу, ширење зеница и сл, чији је смисао бољи пријем дражи и јасније опажање. Данас се сматра да је за будност одговорна нервна структура ретикуларна формација. Она бројним импулсима одржава мозак у будном стању. Пажња има неколико својстава, од којих су најважније усмереност и селективност. Усмереност је прилагођавање организма за бољи пријем дражи, а селективност последица јасније свести на дражи на које смо усмерили пажњу. Критеријуми пажње: обим, трајање, флуктуација и интензитет. Пажња је својство свих психичких процеса.
Пажња је бихевиорални и когнитивни процес селективне концентрације на дискретни аспект информације, било да се сматра субјективном или објективном, и при том се занемарују друге уочљиве информације. Вилијам Џејмс (1890) је написао да је „Пажња је преузимање поседовања ума, у јасној и живописној форми, једним од наизглед неколико истовремено могућих објеката или токова мисли. Фокализација, концентрација свести су њена суштина.” Пажња је такође описана као алокација ограничених ресурса когнитивне обраде. Пажња се манифестује уским грлом концентрације, у смислу количине података које мозак може обрадити сваке секунде; на пример, у људском виду, само мање од 1% визуелних улазних података (при приближно један мегабајт у секунди) може ући у уско грло, што доводи до ненамерног слепила.
Пажња остаје кључно подручје истраживања у образовању, психологији, неуронауци, когнитивној неуронауци и неуропсихологији. Подручја активног истраживања укључују утврђивање извора сензорних знакова и сигнала који изазивају пажњу, ефекте ових сензорних знакова и сигнала на подешавање својстава сензорних неурона и однос између пажње и других процеса понашања и когнитивних способности, што може укључивати радну меморију и психолошку будност. Релативно ново истраживање, које се проширује на ранија истраживања у оквиру психопатологије, испитује дијагностичке симптоме повезане са трауматском повредом мозга и њеним ефектима на пажњу. Пажња се такође разликује у различитим културама.
Односи између пажње и свести довољно су сложени да захтевају вишегодишње филозофско истраживање. Такво истраживање је древно и стално релевантно, јер може имати ефекте на различитим пољима, од менталног здравља и проучавања поремећаја свести до вештачке интелигенције и њених домена истраживања.

## Почеци експерименталних истраживања
Колин Чери је користио дихотичку презентацију стимулуса (емитовање различитог садржаја на два канала слушалица). Задатак испитаника био је да обрати пажњу на садржај једног канала и репродукује га. Оваква врста задатка назива се задатак праћења. Канал на који се обраћа пажња је праћени канал, а канал на који се не обраћа пажња јесте блокиран канал. На блокираном каналу се мења садржај (почиње се излагање неког другог текста, мења се језик излагања итд.). Испитаници су релативно тачно репродуковали садржај са праћеног канала с тим што је репродукција била прозодијски равна (нема природне мелодије реченице). Међутим, испитаници не само да нису могли да репродукују садржај са блокираног канала, већ нису били свесни измена садржаја. Могли су да саопште само неке физичке карактеристике (да ли је мушки или женски глас, да ли је емотиван тон итд.) Чери је је овај феномен селективне пажње назвао коктел ефектом.
Мореј је показао да испитаници нису свесни садржаји на блокираном каналу чак и ако је 35 пута поновљена иста реч. Налази Мореја и Черија указују на то да је пажњу могуће усмерити само на један сегмент информација, док је остатак информација блокиран.

### Теорије ране селекције
Почетна истраживања указују на то да се ова селекција одвија већ у првим фазама обраде. Стога су различите варијанте првобитних модела који су описивали селекцију информација и њихову даљу обраду назива теоријама ране селекције. Најпознатије су Бродбентова теорија филтера и теорија пригушивања Тризманове. Ова истраживања ће довести до значајних увида о компонентама система обраде информација које ће постати део модела Аткинсона и Шифрина.

#### Бродбентова теорија филтера
Черијеви налази подстичу Бродбента да изведе серију експ са зад. праћења који ће довести до формирања теорије филтера или теорије аудитивне перцепције. Он дихотички емитује низ бројева (нпр. на левом каналу 6, 3, 8, а на десном 4, 7, 2), задатак испитаника био је да репродукује бројеве. Показало се да испитаници без проблема репродукују прво стимулусе са једног канала, а затим стимулусе са другог канала. Међутим, репродукција на основу редоследа излагања била је скоро немогућа.
Бродбент је стога закључио да се одвија категоризација на основу канала и да испитаници нису у стању да обављају две когнитивне операције истовремено што указује на ограниченост система. Зато је неопходна селекција информација које ће бити прослеђене у даљем раду која је серијална. Чињеница да је репродукција успешна говори да је примљена информација извесно време задржана – док се репродукује садржај једног канала, задржава се информација са другог канала. Ово задржавање се одвија у улазним каналима – баферу и временски је ограничено, ако није прослеђена информација се губи. На основу Черијевих налаза (јер испитаници нису у стању да репродукују садржај блокираног канала) Бродбент закључује да је ту информација ускладиштена у неосмишљеном виду. Од великог броја улазних канала само са једног ће информације бити прослеђене у даљем раду, док ће остали канали бити потпуно блокирани. За селекцију информација задужен је филтер. Он је неопходан јер би без селекције било онемогућено прослеђивање у следећој компоненти тј. канал одлуке који има ограничене капацитете.
| Име          | Улога                                                 | Еквивалент          |
| ------------ | ----------------------------------------------------- | ------------------- |
| Бафер        | Краткотрајно задржава информације које нису осмишљене | Ехоичка меморија    |
| Филтер       | Блокира све сем једног канала, селектује информације  | Селективна пажња    |
| Канал одлуке |                                                       | Оперативна меморија |

## Савремена дефиниција и истраживање
Пре заснивања психологије као научне дисциплине, пажња се проучавала у пољу филозофије. Стога су многа открића у пољу пажње направили филозофи. Психолог Џон Б. Ватсон назива Хуана Луиса Вивес оцем модерне психологије, јер је у својој књизи De Anima et Vita (Душа и живот) први препознао значај емпиријског истраживања. У свом раду о памћењу, Вивес је открио да што се пажљивије прате подражаји, то ће се боље задржати.
До деведесетих година прошлог века психолози су почели да користе позитронску емисиону томографију (PET), а касније и функционалну магнетно-резонантну тимографију (fMRI) за снимање мозга, док су надгледали задатке који обухватају пажњу. С обзиром да је ова скупа опрема углавном била доступна само у болницама, психолози су тражили сарадњу са неуролозима. Психолог Мајкл Поснер (тада већ познат по свом утицајном раду на визуелној селективној пажњи) и неуролог Маркус Рајкл су били пионири у студијама селективне пажње снимањем мозга. Њихови резултати убрзо су изазвали интересовање неуронаучне заједнице, која је до тада једноставно била усредсређена на мајмунски мозак. Развојем ових технолошких иновација, неуронаучници су се заинтересовали за ову врсту истраживања која комбинује софистициране експерименталне парадигме из когнитивне психологије са овим новим техникама снимања мозга. Иако се старија техника електроенцефалографије (EEG) дуго користила за проучавање мождане активности која је у основи селективне пажње когнитивних психофизиолога, способност новијих техника да заправо прецизно мере локализовану активност унутар мозга изазвала је поновно занимање шире заједнице истраживача. Све већи број таквих истраживања неуроимиџинга идентификовао је фронтопариеталну мрежу пажње за коју се чини да је одговорна за контролу пажње.

## Селективно и визуелно
У когнитивној психологији постоје најмање два модела који описују како функционише визуелна пажња. Ови модели се могу сматрати метафорама које се користе за описивање унутрашњих процеса и генерисање хипотеза које су квивотворљиве. Уопштено говорећи, сматра се да визуелна пажња функционише као процес у две фазе. У првој фази пажња се равномерно распоређује по спољашњој визуелној сцени и паралелно се врши обрада информација. У другој фази, пажња је концентрисана на одређено подручје визуелне сцене (тј. Фокусирано је), а обрада се врши на серијски начин.
Први од ових модела који се појавио у литератури је рефлекторски модел. Израз „рефлектори” инспирисан је радом Вилијама Џејмса, који је описао пажњу као фокус, маргину и ивицу. Фокус је подручје које екстрахује информације из визуелне сцене са високом резолуцијом, чији је геометријски центар тамо где је визуелна пажња усмерена. Окружење фокуса је руб пажње, који екстрахује информације на много грубљи начин (тј. ниске резолуције). Овај руб се протеже до одређене области, а пресек се назива маргина.